# LFC Awards
Pour les articles homonymes, voir Awards et LFCC Awards.
Le Film Camerounais Awards (en abrégé LFC Awards) est une cérémonie de récompense des acteurs et cinéastes camerounais.

## Historique
Les LFC Awards du Cameroun sont tenus annuellement depuis 2018 ; ils regroupent des acteurs et cinéastes camerounais. 

## Prix
- Catégorie Longs-Métrages
- Catégorie Courts-Métrages
- Catégorie Documentaires

### LFC Awards 1
La première édition a lieu le 29 novembre 2018 au Canal Olympia de Bessengué (Douala).
| Long métrage                                   | Long métrage                                                         | Long métrage                           |
| Meilleur acteur                                | Meilleur actrice                                                     | Meilleur scénario                      |
| ---------------------------------------------- | -------------------------------------------------------------------- | -------------------------------------- |
| Alain Bomo Bomo dans Peau de Panthère          | Azah Awa Melvine dans Rebel Pilgrim de Paul Samba et Chinepoh Cosson | Little Cindy de Billybob Ndive Lifongo |
| Court métrage                                  |                                                                      |                                        |
| Meilleur acteur                                | Meilleur actrice                                                     | Meilleur scénario                      |
| Alain Bomo Bomo dans Peau de Panthère          | Mbesso Sonita Fabiola dans Mes Vampires de Frank Thierry Lea Malle   | Alma de Christa Eka Assam              |
| Meilleur film                                  |                                                                      |                                        |
| Rebel Pilgrim de Paul Samba et Chinepoh Cosson |                                                                      |                                        |

### LFC Awards 2
La deuxième édition a lieu le 28 novembre 2019 au Canal Olympia de Bessengué (Douala).
| Long métrage                                     | Long métrage                                       | Long métrage                                          | Long métrage            |
| Meilleur acteur                                  | Meilleur actrice                                   | Meilleur scénario                                     | Meilleur scénario       |
| ------------------------------------------------ | -------------------------------------------------- | ----------------------------------------------------- | ----------------------- |
|                                                  |                                                    | Quintus Kang et Johnscott pour Jason de Pascal Amanfo |                         |
| Court métrage                                    |                                                    |                                                       |                         |
| Meilleur acteur                                  | Meilleur actrice                                   | Meilleur scénario                                     | Meilleur Court-métrage  |
| Sagara Moctar dans La marche de Mor-Jougan Yadia | Elisabeth NGongang dans The mad man de AK ST Ralph | Hands de Lea Malle Frank Thierry                      | Le Voile de Yamb Marvin |
| Meilleur film                                    |                                                    |                                                       |                         |
| Moussima de Brice Fansi                          |                                                    |                                                       |                         |

### LFC Awards 3
La troisième édition aura lieu 28 novembre 2020 aux Cascades de St David à Bonapriso Douala.
| Long métrage    | Long métrage     | Long métrage      |
| Meilleur acteur | Meilleur actrice | Meilleur scénario |
| --------------- | ---------------- | ----------------- |
|                 |                  |                   |
| Court métrage   |                  |                   |
| Meilleur acteur | Meilleur actrice | Meilleur scénario |
|                 |                  |                   |
| Meilleur film   |                  |                   |
|                 |                  |                   |

## Prix spécial
Le prix spécial Cinéastes dans l’ombre, créé en 2020, récompense les premiers prix assistant réalisateur.
- 2019 : Ferdinand Sylvere Engo
- 2020 :